# Burung Dinang
Burung Dinang is een bestuurslaag in het regentschap Pagar Alam van de provincie Zuid-Sumatra, Indonesië. Burung Dinang telt 1949 inwoners (volkstelling 2010).